# Belenyenice, Manisa
Belenyenice là một xã thuộc huyện Manisa, tỉnh Manisa, Thổ Nhĩ Kỳ. Dân số thời điểm năm 2011 là 210 người.